# Ranunculus nipponicus
Ranunculus nipponicus — вид квіткових рослин родини жовтецеві (Ranunculaceae).

## Поширення
Ендемік Японії. Поширений на островах Хокайдо та Хонсю. Росте у мілких водоймах з холодною водою (струмках, ставках, канавах).